# Clarence Buckman
Clarence Bennett Buckman (* 1. April 1851 in Doylestown, Pennsylvania; † 1. März 1917 in Battle Creek, Michigan) war ein US-amerikanischer Politiker. Zwischen 1903 und 1907 vertrat er den Bundesstaat Minnesota im US-Repräsentantenhaus.

## Werdegang
Clarence Buckman besuchte die öffentlichen Schulen seiner Heimat. Im Jahr 1872 zog er nach Minnesota, wo er sich auf dem Gebiet der heutigen Ortschaft Buckman niederließ. In seiner neuen Heimat arbeitete er in der Landwirtschaft und in der Holzbranche. Im Jahr 1873 wurde er Friedensrichter.
Politisch war Buckman Mitglied der Republikanischen Partei. Zwischen 1881 und 1883 saß er als Abgeordneter im Repräsentantenhaus von Minnesota. Von 1887 bis 1891 sowie nochmals zwischen 1899 und 1903 gehörte er dem Staatssenat an. Bei den Kongresswahlen des Jahres 1902 wurde er im sechsten Wahlbezirk von Minnesota in das US-Repräsentantenhaus in Washington, D.C. gewählt, wo er am 4. März 1903 die Nachfolge von Robert P. Morris antrat. Nach einer Wiederwahl im Jahr 1904 konnte er bis zum 3. März 1907 zwei Legislaturperioden im Kongress absolvieren. Für die Wahlen des Jahres 1906 wurde er von seiner Partei nicht für eine weitere Amtszeit nominiert.
Nach seiner Zeit im US-Repräsentantenhaus arbeitete Clarence Buckman wieder in der Holzbranche. Zwischen 1912 und 1917 war er auch Deputy US Marshal. Er starb im März 1917 in Battle Creek (Michigan) und wurde in Little Falls beigesetzt.